# 金山镇 (乐山市)
金山镇，是中华人民共和国四川省乐山市五通桥区下辖的一个乡镇级行政单位。2019年12月，撤销辉山镇，将其所属行政区域划归金山镇管辖。

## 行政区划
金山镇下辖以下地区：
金山寺社区、红星村、新房子村、陈家寺村、苦竹嘴村、石燕子村、碾子湾村、光华村、新民村、新桥村、白家磅村、盐井沱村、星光村、金玉村、柏木林村、石牛村、皂角村、增产村和金家滩村。